# Franz Stangl
Franz Paul Stangl (Altmünster, 26 de marzo de 1908-Düsseldorf, 28 de junio de 1971) fue un oficial nazi de las SS y participante activo en el Holocausto de la Segunda Guerra Mundial. Fue comandante de los campos de exterminio de Sobibór y Treblinka durante la llamada Operación Reinhard. Fue arrestado en Brasil en 1967, extraditado a Alemania occidental, juzgado y condenado por el asesinato en masa de más de 900 000 personas.

## Biografía
Nacido en una familia devotamente católica, en la región austríaca de Salzkammergut, Franz Stangl terminó sus estudios en la escuela pública en 1923. A comienzos de 1931 fue aceptado en la Academia de la Policía Federal de Austria, en Linz, y durante dos años estuvo entrenándose en la Academia.

### Crímenes nazis
Stangl ya era oficial de la Policía austríaca cuando se produjo la anexión (Anschluss) de Austria por la Alemania nazi en marzo de 1938. Para esas fechas —desde 1931— ya era miembro del Partido Nazi con el número de ficha 6.370.447; en mayo de 1938 se afilió a las SS, con el número de ficha 296.569, donde alcanzó la jerarquía de SS-Hauptsturmführer (Capitán). Después de la anexión de Austria, Stangl fue asignado a la Schutzpolizei (que había quedado bajo el control de la Gestapo) en Linz, siendo asignado a la Oficina judía (en alemán: Judenreferat). Fue reclutado para el Programa de Eutanasia conocido como Aktion T4, sirviendo en los Centros de Hartheim y Bernburg ayudando al programa de Eutanasia donde mostró gran eficiencia. 
En 1942 fue nombrado comandante del campo de exterminio de Sobibor. Stangl previamente estudió el funcionamiento y las operaciones del Campo de exterminio de Bełżec, y aceleró la finalización de los trabajos de construcción de Sobibor. Por esta razón el campo fue considerado un modelo por los nazis. Se estima que alrededor de 100.000 judíos habrían sido asesinados durante el período en que Stangl fue jefe del campo de Sobibor, hasta octubre de 1942, fecha en que dejó el mando. Posteriormente, se hizo cargo del campo de exterminio de Treblinka, que en aquel momento se encontraba atestado de prisioneros y con una administración caótica. Allí volvió a implantar el modelo ya probado en Sobibor. En su gestión fue ayudado por su subordinado, Gustav Wagner. En Treblinka, Stangl industrializó eficazmente la matanza masiva a razón de 3.000 prisioneros en dos horas, con un máximo de 12.000-15.000 muertos por día. Se cree que hubo momentos en que la ratio de prisioneros asesinados fue de 22.000 en 24 horas.
Stangl supervisó directamente la muerte de al menos un millón de personas entre estos dos campos y por su eficacia se le concedió la cruz de hierro de primera clase. Después del cierre de Treblinka por falta de prisioneros, fue enviado a la lucha en contra de los partisanos en Trieste junto al personal restante de la operación Reinhard, bajo el comando del General de las SS, Odilo Globocnik, supervisando la muerte de judíos capturados en el área de San Saba, Italia. Hacia el final de la guerra regresó a Viena, donde sirvió en la llamada Fortaleza Alpina (Alpenfestung).

### Posguerra
Después de la guerra, Stangl fue capturado por tropas estadounidenses en el norte de Italia y presentado ante los tribunales militares internacionales por su participación en el programa de eutanasia, pero logró escapar del campo de prisioneros de guerra de Gleisenbach en 1948. Con la ayuda del Obispo católico Alois Hudal y el llamado grupo ODESSA, Stangl logró viajar primero a Siria y tras vivir unos años en Damasco, posteriormente se trasladó a Brasil en 1951, nuevamente a través de Italia. Instalado en Brasil junto a su familia, Stangl trabajó en la fábrica Volkswagen de São Paulo.

### Captura y juicio
A mediados de la década de 1960 su residencia en ese país fue descubierta por el caza-nazis Simon Wiesenthal, que lo notificó a las autoridades de Alemania occidental y presionó para que Stangl fuera juzgado. El 28 de febrero de 1967 fue detenido por la policía brasileña y extraditado el 23 de junio de 1967, hacia Alemania occidental, para ser juzgado por crímenes contra la humanidad. 
Se enfrentaba a la acusación de asesinato directo de 400 000 judíos provenientes de Austria, Bulgaria, Grecia, Países Bajos, Polonia, Turquía y Yugoslavia, además de gitanos y otros muchos grupos. También fue acusado de haber colaborado en el asesinato de 700 000 personas entre abril de 1942 y agosto de 1943. Encontrado culpable, el 22 de diciembre de 1970 el Tribunal de Düsseldorf lo sentenció a cadena perpetua. Después de ser condenado, Stangl expresó: «Mi culpa es que todavía estoy aquí. Esa es mi culpa».
Stangl murió de un ataque al corazón en prisión el 28 de junio de 1971.